# 오스카르 하에나다
오스카르 하에나다(Óscar Jaenada, 1975년 5월 4일 ~ )는 스페인의 배우이다.

## 출연 작품
- 언더 워터 - 카를로스 역
- 핸즈 오브 스톤 - 샤플란 역
- 에스코바르 - 산토로 역
- 스내치드
- 골드
- 돈키호테를 죽인 사나이 - 집시 역
- 람보 : 라스트 워 - 빅토르 마르티네즈 역
- 카오스 워킹 - 윌프 역
- 엑스트레모
- 더 플랫폼 2 - 다이징 바비 역